# Кісельов Ігор Олександрович
І́гор Олекса́ндрович Кісельо́в (7 червня 1988, м. Одеса, Українська РСР — 30 червня 2014, с. Крива Лука, Донецька область, Україна) — майор (посмертно) Збройних сил України, Головне управління розвідки Міністерства оборони України.

## Життєпис
Народився 1988 року в Одесі. Після закінчення спеціалізованої школи № 117 вирішив продовжити сімейні традиції, ставши військовим.
2005 вступив до Одеського інституту Сухопутних військ. Після розформування закладу переведений у Львівський інститут Сухопутних військ імені гетьмана Петра Сагайдачного, який закінчив 2009 року за спеціальністю «Бойове застосування та управління діями механізованих підрозділів».
Проходив службу на різних офіцерських посадах у ЗС України, зокрема, — командира взводу охорони в окремій бригаді охорони Генерального штабу ЗСУ, офіцера відділу та офіцера-співробітника військової частини А2245 (10-й окремий загін спецпризначення ГУР МОУ). Мешкав у місті Києві.
У зв'язку з російською збройною агресією проти України виконував спецзавдання на території проведення антитерористичної операції.
30 червня 2014, під час виконання бойового завдання, потрапив у засідку біля села Крива Лука Лиманського району Донецької області, смертельно поранений снайпером у груди.
Похований 3 липня на Другому християнському цвинтарі міста Одеса. Посмертно присвоєне військове звання майора.
Залишились мати, Гончарова Ірина Володимирівна, в Одесі та дружина у Києві.

## Нагороди та вшанування
- Орден «За мужність» I ступеня (15 липня 2014, посмертно) — за особисту мужність і героїзм, виявлені у захисті державного суверенітету та територіальної цілісності України.[1]
- В Одесі пров. 5-й Чапаєвський перейменовано на провулок Кисельова Ігоря .